# Gmina Chełmiec
Die Gmina Chełmiec (bis 1953 Gmina Chełmiec Polski) ist eine Landgemeinde im Powiat Nowosądecki der Woiwodschaft Kleinpolen in Polen. Ihr Sitz ist das gleichnamige Dorf mit etwa 3400 Einwohnern.

## Geographie
Die Gemeinde liegt im Sandezer Becken.
Die Nachbargemeinden sind die kreisfreie Stadt Nowy Sącz im Süden und die Gemeinden Gródek nad Dunajcem, Grybów, Kamionka Wielka, Korzenna, Limanowa, Łososina Dolna und Podegrodzie.

## Geschichte
Von 1975 bis 1998 gehörte die Gemeinde zur Woiwodschaft Nowy Sącz.

## Gliederung
Zur Landgemeinde (gmina wiejska) Chełmiec gehören folgende 27 Dörfer mit einem Schulzenamt:
Biczyce Dolne
Biczyce Górne
Boguszowa
Chełmiec
Chomranice
Dąbrowa
Januszowa
Klęczany
Klimkówka
Krasne Potockie
Kunów
Kurów
Librantowa
Mała Wieś
Marcinkowice
Naściszowa
Niskowa
Paszyn
Piątkowa
Rdziostów
Świniarsko
Trzetrzewina
Ubiad
Wielogłowy
Wielopole
Wola Kurowska
Wola Marcinkowska

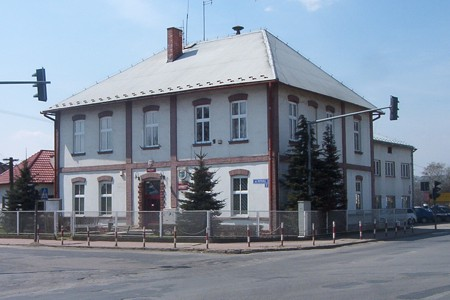
Der Amtssitz der Gemeinde

## Verkehr
Durch die Gemeinde und ihren Hauptort verläuft die Staatsstraße DK 28, die Zator über Nowy Sącz mit Przemyśl verbindet.